# 瀬戸優樹
瀬戸 優樹 （せと ゆうき）は、日本のプロデューサー、クリエイティブ・ディレクター、実業家。ロサンゼルス出身。神戸大学経営学部、放送大学大学院文化科学研究科、青山学院大学大学院国際マネジメント研究科修了。SoundUD推進コンソーシアム事務局長、一般社団法人音響通信協会理事、グローバルコミュニケーション開発推進協議会普及促進部会長。

## 来歴
無料で成功したモバイルサイトの先駆け的存在 といわれる着メロサイト「ゴルゴンゾーラ」や歌声合成技術「VOCALOID(ボカロ)」などの新規事業のプロデュース業務を経て、音のユニバーサルデザイン「SoundUD」のコンセプトを打ち出し、多言語情報支援システム「おもてなしガイド」、リモート応援システム「Remote Cheerer」などを手がける。ラジオ番組「ゴンゾーラジオ」、楽譜雑誌「任天堂公認曲集シリーズ」、ボーカルグループ「ZOLA」、柴咲コウのVOCALOIDキャラクターなども手掛けた。SoundUDは「2020年東京オリンピック・パラリンピック競技大会」や「2025年日本国際博覧会」の全館アナウンスシステムなどにも公式採用されている。
文化、コンテンツ、ICT、DX、ユニバーサルデザイン分野に専門性を持ち、経済産業省、総務省、総務省消防庁、文化庁等、多彩な官民連携事業や委託事業等も手掛け、関連分野に係る多くの賞も受賞している。2022年3月からは、FM NACK5の特別番組「ミライラジオ研究所」、マリンFM「Yokohama Voice Street」のパーソナリティとしても活動している。

## 略歴
- 2003年4月 - ヤマハ株式会社入社
- 2007年2月 - 「ゴルゴンゾーラレーベル」 主宰[5]
- 2010年4月 - 「任天堂公認曲集シリーズ」 初代編集長
- 2011年8月 - 「ローソンチャンネル」 スーパーバイザー[6]
- 2012年7月 - 経済産業省 クールジャパン戦略推進事業 「VOCALOID Trans-Pacificプロジェクト」ビジネスプロデューサー(全体統括)[7][8]
- 2017年10月 - SoundUD推進コンソーシアム 事務局長[9]
- 2019年12月 - 一般社団法人音響通信協会 理事
- 2020年6月 - グローバルコミュニケーション開発推進協議会 普及促進部会 部会長[10]
- 2022年3月 - FM NACK５特別番組「ミライラジオ研究所」 パーソナリティ
- 2025年1月 - マリンFM「Yokohama Voice Street」 パーソナリティ

## 人物
- 居合道の流派は無双直伝英信流で有段者。乗馬ライセンス、船舶免許１級、大型自動二輪など、多数の免許を保有している。また、楽器は弾けないとしているが、ラジオ番組やSNSなどを通じて、楽器歴などを暴露している。[11]。
- 「The Super Mario Bros. Super Show!」や「Saban's Adventures of the Little Mermaid」等の楽曲を担当した管弦楽作曲編曲家のRichard L.Firthにフルートを師事[12][13]。中学生時代にはロサンゼルス・ドジャースの試合前にドジャー・スタジアムにてマーチングバンドでフルートを演奏している。
- ディー・エヌ・エー（DeNA）躍進のきっかけとなったモバゲータウン（現・モバゲー）企画者の畑村匡章や代表取締役社長の守安功は、2007年の第5回Webクリエーション・アウォードのWeb人大賞の受賞インタビューや講演などでで、瀬戸の立ち上げた「ゴルゴンゾーラ」を成功モデルとして参考にしたと語っている[14]。
- 経済産業省 クールジャパン戦略推進事業では、NEW PEOPLE, Inc.代表取締役社長の堀淵清治氏、後の大阪関西万博プロデューサーの石川勝氏らとともに、ビジネスプロデューサーを務めており、瀬戸が全体統括を行っている。
- コロナ過によって各種スポーツが無観客試合になった際、いち早くリモート応援システムを送り出し、Jリーグやプロ野球などの試合再開に貢献している。その模様はDAZNの特集番組や世界中のメディアでも取り上げられ、CEATEC AWARD 初のデジタルトランスフォーメーション（DX）部門でグランプリも獲得している[15]。
- 2024年4月には、経済産業省 市場形成力指標の各成功パターンにおけるルール形成取組事例では、調査対象企業10,000社の中から10社が市場形成力指標が高い企業として選ばれており、瀬戸のプロデュースするSoundUDによってヤマハが選定された。さらに、経産省の示した3つの成功パターンのうち、「業界コンセンサス形成による新たな「モノサシ」開発」項目で唯一の選定となり、取り組み事例としても選定されている[16]。
- 同年同月に、総務省 情報アクセシビリティ好事例にも選定されている[17]。誰もがデジタル活用の利便性を享受し、豊かな人生を送ることができる社会の実現のためには、ICT機器・サービスの情報アクセシビリティの確保が重要であることから、情報アクセシビリティに特に配慮している企業等やその取り組みを奨励することを主な目的としている。

## 出演

### テレビ
- TOKYOモーニングサプリ(2007年3月26日、東京MX)
- great gear(2015年11月14日、NHK WORLD)
- ワールドビジネスサテライト(2016年1月15日、テレビ東京系)[18]
- 林先生が驚く初耳学!(2016年1月31日、TBS系)[19]
- DESIGN TALK PLUS(2016年3月3日、NHK WORLD)
- TOKYO EYE2020(2017年7月19日、NHK WORLD)
- PARA☆DO!(2017年11月22日、フジテレビ系)[20][21]
- おはよう日本(2019年4月10日、NHK総合)
- 池上彰が語る!東京2020おもてなしの国ニッポンの技術(2020年2月23日、テレビ朝日系)
- 県内ニュース(2020年5月26日、テレビ静岡)
- ニュース シブ5時(2020年5月27日、NHK総合)[22]
- めざましテレビ(2020年5月29日、フジテレビ系)
- 土曜はナニする!?(2020年6月6日、フジテレビ系)[23]
- 報道ステーション(2020年6月11日、2020年6月25日、テレビ朝日系)[24][25]
- サンデーステーション(2020年6月14日、テレビ朝日系)
- ひるおび!(2020年6月16日、TBS系) [26]
- 報道ランナー(2020年6月16日、関西テレビ)[27]
- サンデーLIVE!!(2020年6月28日、テレビ朝日系)[28][29]
- WORLDWIDE EXCHANGE(2020年7月10日、CNBC)[30]
- おはよう日本(2020年7月15日、NHK総合)
- これぞ！スポーツ神進化 勝負のウラ側に技術あり(2021年1月3日、BSテレビ東京)

### ラジオ
- ゴンゾーラジオ(2006年-2007年、NACK5)
- 森本毅郎・スタンバイ!(2016年2月22日、TBSラジオ)[31]
- J-WAVE TOKYO MORNING RADIO(2017年4月7日、J-WAVE）[32]
- IPPO(2020年6月5日、SBSラジオ）[33][34]
- Life with…小川綾乃(2021年2月18日、FM Haro)
- ミライラジオ研究所(2022年3月17日～、NACK5) - パーソナリティ
- Yokohama Voice Street(2025年1月8日～、マリンFM) - パーソナリティ

### アニメ
- クラシカロイド(2016年) - 警備員 役[35]

### インターネット配信
- ニコニコ生放送（公式）(2011年10月21日[36]、2012年7月29日[37]、2013年6月20日[38]、2014年1月28日[39]、2月18日[40])
- VOCALOID公式チャンネル(2011年10月～2014年3月)[41]
- ボカレボチャンネル(2013年7月7日)[42]
- DCEXPOTV(2015年10月23日)
- 明治安田生命Jリーグプレビューショー「Jリーグ再開の新たな日常」(2020年6月26日、DAZN)[43]

### 雑誌
- コンフィデンス(2007年2月19日、オリコン)[5]
- ボカロPlus(2012年05月、徳間書店)[44]
- 日経ビジネス(2015年8月31日、日経BP)
- HIGHLIGHTING Japan(2015年11月、内閣府)[45]
- 日経マガジン FUTURECITY(2019年1月31日、タイムアウト東京)
- PRESIDENT(2020年7月3日、PRESIDENT)[46]

### 講演・イベント
- ニコニコ超会議、ニコニコ超会議2、ニコニコ超会議3 - トークショー
- 神戸ファッションＩＴイノベーションカンファレンス - カンファレンス[47]
- 次世代コミュニケーション展2015 - 基調講演
- デジタルコンテンツEXPO - シンポジウム[1]
- IT×サービス業・観光の先端モデルが拓く新ビジネス創出セミナー - セミナー[48]
- 京都スマートシティエキスポ - 基調講演[49]
- 超福祉展2017 - 基調講演
- グローバルコミュニケーションシンポジウム2017 - トークセッション[50]
- Interop Tokyo2019 - 基調講演[51]
- 静岡文化芸術大学 - 公開講座[52]
- 第7回国際ユニヴァーサルデザイン会議2019 in バンコク - 招待講演[53]
- CEATEC2019 - セッション[54]
- グローバルコミュニケーションシンポジウム2020 - トークセッション[55]
- CEATEC2020 ONLINE - カンファレンス[56]
- Interop Tokyo2021 - 基調講演[57]
- けいはんな情報通信オープンラボシンポジウム2021 - トークセッション[58]
- 自民党知財調査会国際標準化小委員会 - 招待講演

## 代表的なプロジェクト

### 新規事業
- ゴルゴンゾーラ
- VOCALOID
- SoundUD

### 官民連携事業・委託事業
- 経済産業省「クールジャパン戦略推進事業」(2012-2013、プロジェクトリーダー)
- 総務省消防庁「スマートフォンのアプリケーションを活用した防災安全対策に関する調査業務」(2016-2017、プロジェクトリーダー)
- 総務省消防庁「国民保護情報多言語配信に係る多言語辞書作成等業務」(2018、プロジェクト責任者)
- 総務省「視聴覚障害者等のための放送視聴支援事業」(2018-2019、プロジェクトリーダー)
- 総務省「競技会場におけるICT利活用に関する調査研究」(2018、プロジェクトリーダー)
- 総務省「競技会場における避難情報の提供に関する調査研究」(2019-2020、プロジェクトリーダー)
- 総務省「多言語翻訳技術の高度化に関する研究開発委託事業」(2020-2021、研究者)
- 文化庁「文化芸術収益力強化事業」(2020-2021、プロジェクトリーダー)

## 主な受賞歴
- 2015年 – 経済産業省 Innovative Technologies 2015[59]
- 2016年 – 内閣府 バリアフリー・ユニバーサルデザイン推進功労者表彰 内閣府特命担当大臣奨励賞[60]
- 2016年 – GOOD DESIGN AWARD グッドデザイン・ベスト100[61]
- 2016年 – IAUDアウォード 金賞[62]
- 2019年 - GOOD DESIGN AWARD グッドデザイン賞[63]
- 2019年 – ジャパン・ツーリズム・アワード デジタル活用特別賞[64]
- 2019年 – CEATEC AWARD トータルソリューション部門 準グランプリ[65]
- 2019年 – IAUD国際デザイン賞2019 大賞[66]
- 2020年 - GOOD DESIGN AWARD グッドデザイン賞[67]
- 2020年 - IAUD国際デザイン賞2020 銅賞[68]
- 2021年 - IAUD国際デザイン賞2021 銀賞[69]
- 2021年 - CEATEC AWARD デジタルトランスフォーメーション（DX）部門 グランプリ[70]
- 2022年 - 第4回 日本サービス大賞 優秀賞[71]
- 2022年 - GOOD DESIGN AWARD グッドデザイン・ベスト100[72]

- 2024年 - 総務省 情報アクセシビリティ好事例2023 選定[73]
- 2024年 - 経済産業省 市場形成力指標の各成功パターンにおけるルール形成取組事例 選出[74]

## 共著・寄稿
- 『MBA国際マネジメント事典』（中央経済社、2007年） ISBN 978-4-502-39500-0
- 『ピアノソロスーパーマリオシリーズスーパーベスト』(ヤマハミュージックメディア、2010年。近藤浩治のインタビューも行っており、その後の同シリーズにも記事が掲載されている。) ISBN 4636855027
- 『ピアノdeクラシック ～ようこそ！クラ女ワールドへ！～』(ヤマハミュージックメディア、2010年。2016年にアニメ原作にもなる4コマ漫画を掲載している。)
- 政府刊行物『公共建築 NO.211』(公共建築協会、2016年)[75]
- 『精密工学会誌 2022年88巻1号』(精密工学会、2022年)[76]